# ترامواي باتنة
ترامواي باتنة هو نظام نقل عام يجري التخطيط له حاليًا في باتنة. من المنتظر إنشاء خط بطول 14 كم يتألف من 24 محطة.

## تاريخ ترامواي باتنة
فازت شركة سيسترا بطلب العروض الخاص بتصميم الترامواي. كان من المفترض أن يبدأ العمل في 2014 ويستمر قرابة 40 شهرًا، بكلفة قدرها نحو 1.2 مليار دينار جزائري أي 12 مليون يورو. في مايو من سنة 2020، تم الإعلان أن مشروع الترامواي مجمد وسيتم استئنافه بمجرد أن يسمح الوضع الاقتصادي.

## خصائص الترامواي

### مسار الترامواي
من المفترض أن يبدأ مسار الخط الأول من بوزوران قبل المرور بوسط المدينة والحي الإداري، ليستمر جنوباً مروراً بقصر العدالة وكذلك الجامعة ثم محطة الحافلات ومحطة القطارات في حملة قبل عبور القطب الحضري في حملة حيث سيتم إنشاء مركز الصيانة.

## مذكرات ومراجع
1. 1 2  « Etude du tramway de Batna : Le sud-coréen Saman décroche le projet », Batna Info,‎ 20 mai 2012 (lire en ligne). نسخة محفوظة 2016-03-03 على موقع واي باك مشين.
2. 1 2  Benbelgacem، Ali (2013). "Le bureau d'études français «Systra» se concerte avec les autorités locales". La Nouvelle République. مؤرشف من الأصل في 2022-02-07. اطلع عليه بتاريخ 30 juin 2013. {{استشهاد بدورية محكمة}}: تحقق من التاريخ في: |تاريخ الوصول= (مساعدة).
3. ↑  Chiali: le projet de tramway de Batna gelé mais pas annulé, site aps.dz, 14 mai 2020. نسخة محفوظة 2020-05-30 على موقع واي باك مشين.
4. ↑  H.، Nacer (décembre-2012). "Mise en œuvre du nouveau programme de circulation dans la ville de Batna". Le Financier. ISSN:1112-7457. مؤرشف من الأصل في 2022-02-08. اطلع عليه بتاريخ 30 juin 2013. {{استشهاد بدورية محكمة}}: تحقق من التاريخ في: |تاريخ الوصول= و|تاريخ= (مساعدة).